# Куканов, Юрий Семёнович
Ю́рий Семёнович Кука́нов (род. 20 ноября 1951) — советский и российский тренер по лёгкой атлетике, специалист по бегу на выносливость. С 1984 года занимается подготовкой легкоатлетов в Москве, личный тренер В. Шабунина, А. Реункова, Ф. Шутова, Н. Колосковой и других титулованных российских бегунов. Заслуженный тренер России (1998).

## Биография
Юрий Куканов родился 20 ноября 1951 года.
Пришёл в лёгкую атлетику в 1966 году, тренеры — Л. С. Шац, А. М. Якимов, А. Н. Орлов.
В 1974 году окончил Московский электротехнический институт связи, получив специальность «инженер связи». Некоторое время работал по специальности в НИИ Связи.
В 1996 году прошёл профессиональную переподготовку в Высшей школе тренеров при Российской государственной академии физической культуры, квалификация — тренер высшей категории по лёгкой атлетике.
Начиная с 1984 года работал тренером по лёгкой атлетике в различных московских организациях: в секции Московского авиационного института, в спортивных школах профсоюзов, КСК «Луч» (Москва), ГБПОУ «МССУОР № 3» Москомспорта, ГБУ МКСШОР «Восток».
За долгие годы тренерской деятельности подготовил множество титулованных спортсменов, добившихся больших успехов в беге на выносливость. Среди наиболее известных его воспитанников:
- Вячеслав Шабунин — многократный чемпион и рекордсмен России, участник трёх Олимпийских игр;
- Алексей Реунков — бронзовый призёр чемпионата Европы, участник Олимпийских игр;
- Фёдор Шутов — чемпион России, участник чемпионата мира;
- Наталья Колоскова (Власова) — серебряный призёр Универсиады, многократная чемпионка России;
- Андрей Ольшанский — бронзовый призёр Универсиады, участник чемпионата мира;
- Ильгизар Сафиуллин — чемпион Европы по кроссу среди молодёжи, участник чемпионата мира;
- Андрей Чернышов — чемпион России, участник чемпионата Европы;
- Любовь Моргунова (Романова) — чемпионка России, победительница международных марафонов;
- Виктор Угаров — бронзовый призёр чемпионата России;
- Кристина Угарова (Халеева) — победитель и призёр всероссийских первенств;
- Марк Толстихин — победитель и призёр всероссийских первенств;
- Сергей Дрыгин — победитель и призёр всероссийских первенств;
- Оксана Акименкова — победитель и призёр чемпионатов мира в беге на 100 км.
- Павел Шаповалов — многократный победитель и призёр чемпионатов России.
- Вячеслав Соколов — чемпион Универсиады, победитель и призёр чемпионатов России.
- Наталья Горчакова (Медведева) — бронзовая призёрка Универсиады, участница чемпионата мира.

За выдающиеся достижения на тренерском поприще удостоен почётного звания «Заслуженный тренер России» (1998), нагрудным знаком «Отличник физической культуры и спорта» (2007).
Автор статей для журналов «Лёгкая атлетика», «Московская лёгкая атлетика».